# Lisa Makas
Lisa Makas (født 11. maj 1992) er en østrigsk fodboldspiller, der spiller som angriber for MSV Duisburg i den tyske Bundesliga og for Østrig.

## Hæder
St. Pölten-Spratzern
- ÖFB-Frauenliga: Vinder 2014–15
- ÖFB Ladies Cup: Vinder 2013–14, 2013–14, 2014–15